# Szymańskiego
Szymańskiego – osiedle Zawiercia, położone w centralnej części miasta.

## Charakterystyka
Szymańskiego jest osiedlem o charakterze mieszanym. Liczy 43 zabudowania wielorodzinne, z czego 34 zostały wybudowane przed 1945 rokiem. W 2015 roku 33 spośród tych zabudowań wymagało remontu. Osiedle zamieszkiwało wówczas 2106 osób. Szymańskiego charakteryzuje się ponadprzeciętnym w stosunku do miasta poziomem bezrobocia i przestępczości, z tego powodu nazywane jest potocznie „dzielnicą cudów”.
W skład osiedla wchodzą ulice: Bohaterów Westerplatte, Leśna, Moniuszki, Niedziałkowskiego, Szymańskiego oraz w części Piłsudskiego.

## Historia

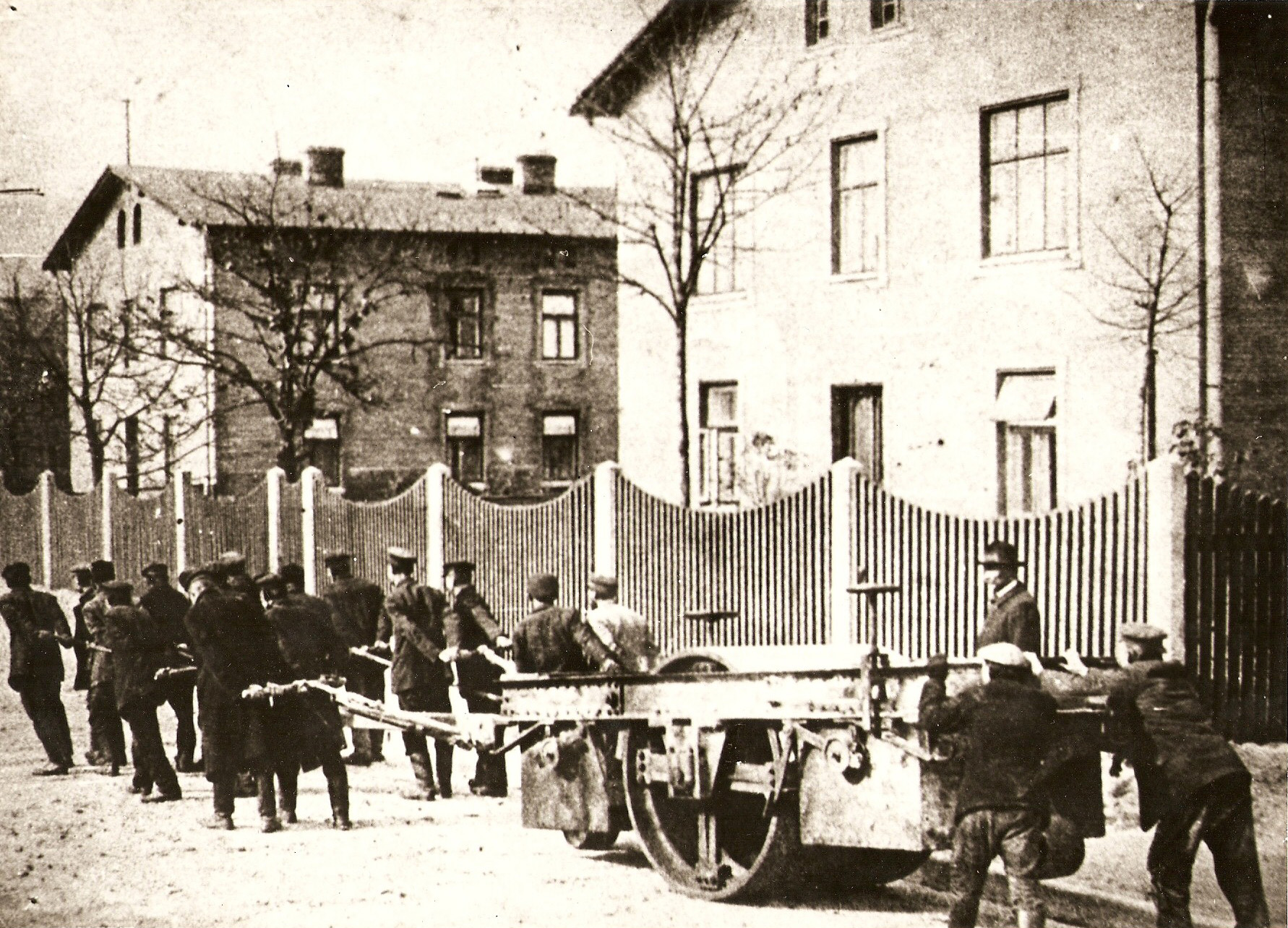
Osiedle TAZ na początku XX wieku

Z uwagi na fakt, iż dużą część osiedla Szymańskiego zajmuje dawne osiedle TAZ, Szymańskiego jest jedną z najstarszych części Zawiercia. W 1880 roku TAZ przystąpił do budowy domów mieszkalnych dla swoich pracowników. Założono przy tym, że przy każdym domu ma się znaleźć miejsce na zabudowania gospodarcze bądź podwórko. Do 1897 roku oddano do użytku 72 domy, z czego 56 było murowanych. Na tle miejscowości osiedle wyróżniało się przestrzennym uporządkowaniem, a także budynkami w stylu neogotyku o charakterze socjalnym: w 1902 roku oddano do użytku resursę, bibliotekę i restaurację, a w 1906 roku rozpoczęto budowę szkoły, łaźni i Domu Ludowego. Budynki te zostały wzniesione z czerwonej cegły.
Z dwóch wojen światowych osiedle wyszło bez większych strat. Około 1950 roku przy ulicy Nowotki (ob. Moniuszki) wzniesiono bloki w stylu socrealizmu.

## Zabytki

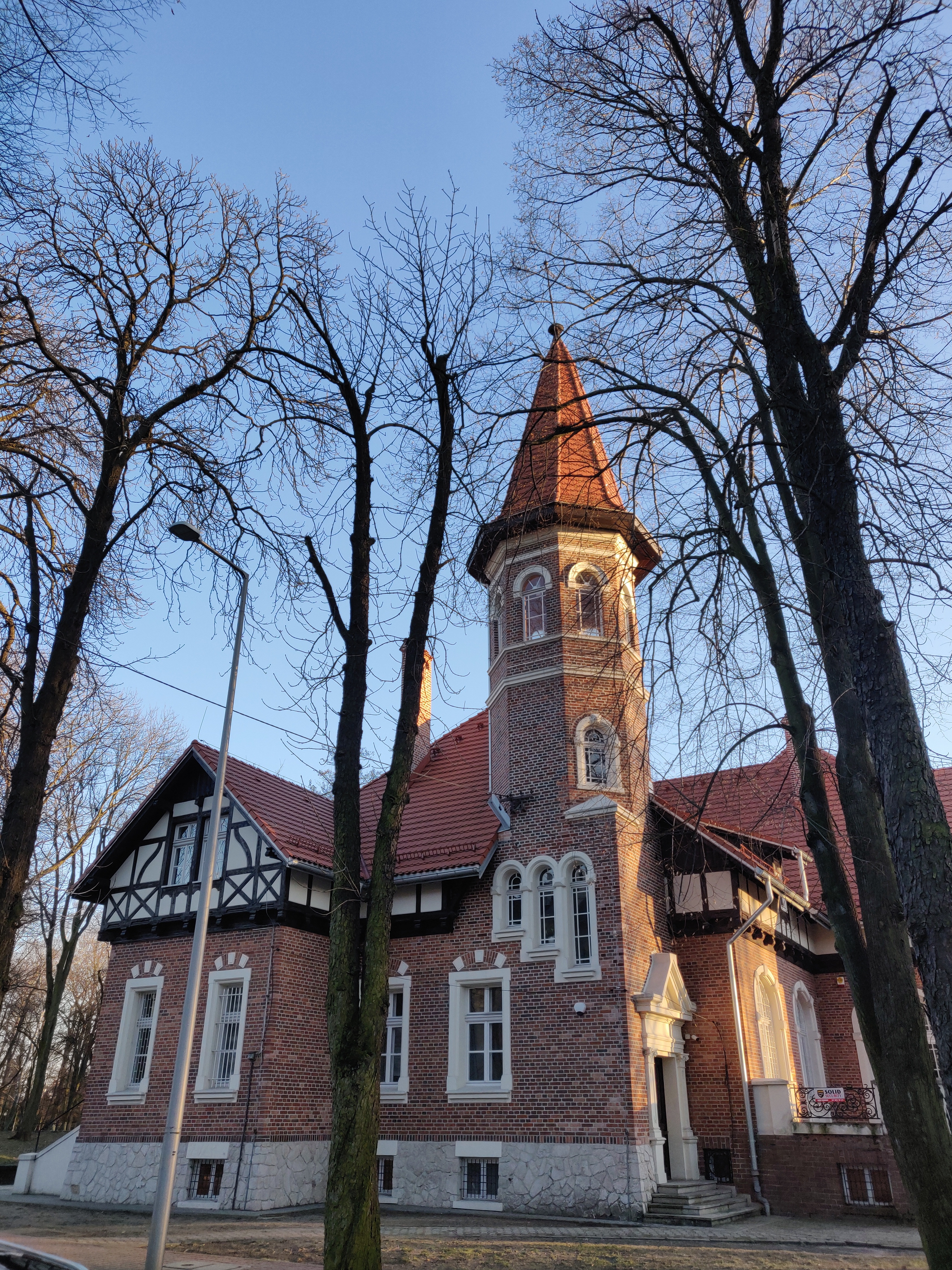
Pałacyk Szymańskiego

Osiedle Szymańskiego jest obszarem Zawiercia, w którym jest zlokalizowanych najwięcej zabytków. Do gminnej ewidencji zabytków wpisano:
- układ urbanistyczny osiedla TAZ, w skład którego wchodzą[11]:
  - dawny kościół ewangelicki
  - Dom Ludowy
  - szkoła
  - resursa
  - łaźnia
  - willa dyrektora
  - park
  - cztery domy przy ulicy Niedziałkowskiego (1, 3, 22, 23)
  - dwa domy przy ulicy Bohaterów Westerplatte (4, 6)
- pałacyk Erbego (Leśna 10)
- budynek straży pożarnej (Leśna 12)
- budynek dyrekcji Fabryki Opakowań Blaszanych (Leśna 20)
- budynek mieszkalny wielorodzinny (Leśna 22)
- budynek wielorodzinny (Leśna 24)